# Анза-Боррего-Дезерт
Анза-Боррего-Дезерт (англ. Anza-Borrego Desert State Park) — парк штата США, расположенный в пустыне Колорадо в южной части Калифорнии. Название парка произошло от имени испанского путешественника Хуана Баутисты де Анса и слова «borrego» (по-испански толсторогий баран).
Парк площадью 240 000 гектаров является наибольшим в штате и вторым по величине в континентальных штатах. Он находится на востоке округа Сан-Диего и достигает округов Импириал и Риверсайд. На территории парка аридный климат (BWh).
В 1974 году парк Анза-Боррего-Дезерт был признан национальной естественной достопримечательностью. В 1985 году парк вошёл во Всемирную сеть биосферных резерватов. Через территорию парка проходят 2 пешеходных маршрута: тихоокеанская туристическая тропа и историческая тропа Хуана Баутисты де Анса.

## География

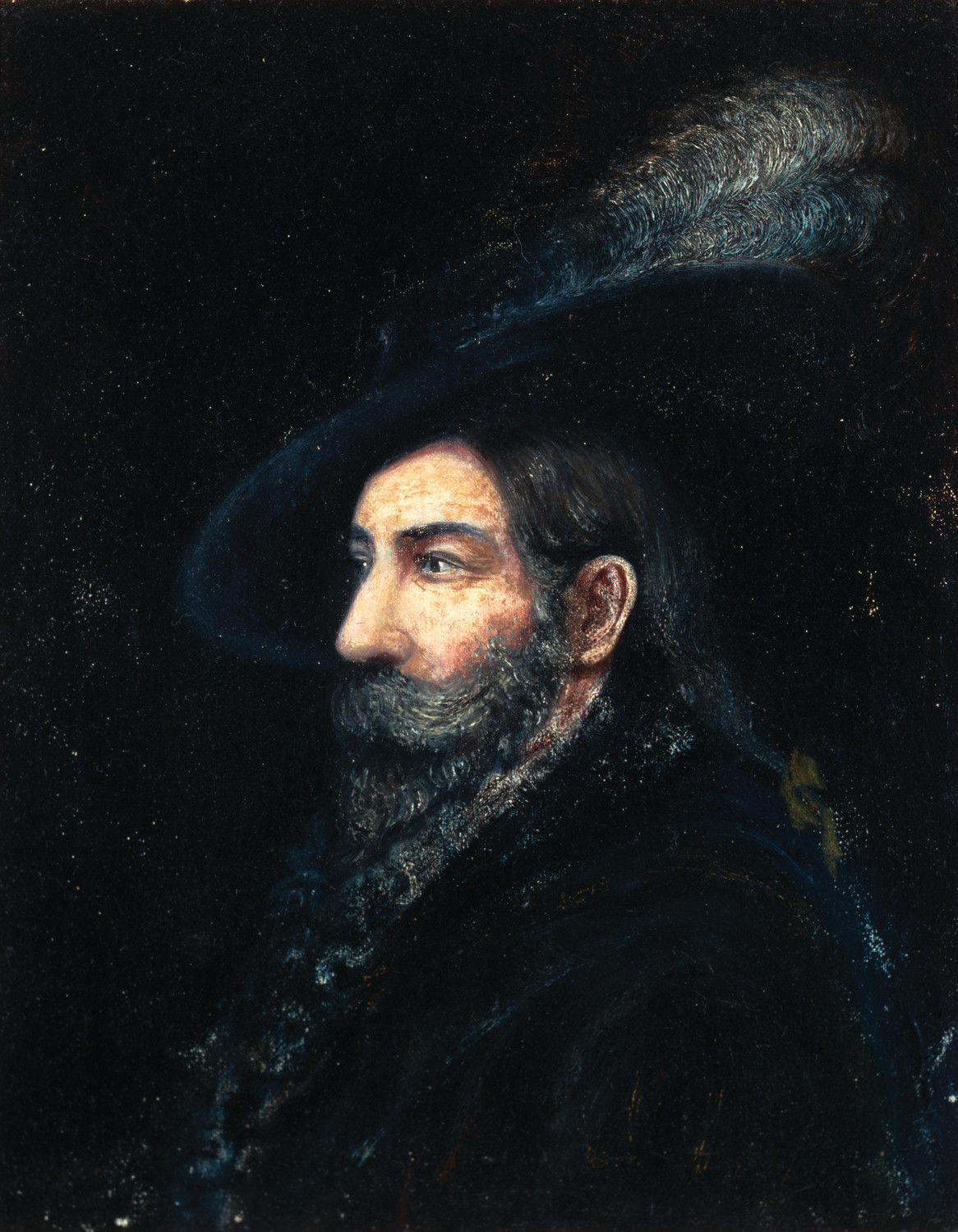
Хуан Баутиста де Анса, Испанский исследователь, в честь которого назван парк

Парк является опорным пунктом Биосферного заповедника пустынь Мохаве и Колорадо и примыкает к Национальному памятнику гор Санта-Роза и Сан-Хасинто.

Большая чаша окружающей пустыни окружена горами: на юге возвышаются горы Валлесито, а на севере — самые высокие горы Санта-Роза. Они находятся в дикой местности, без асфальтированных дорог и с всего с несколькими постоянными  водотоками.

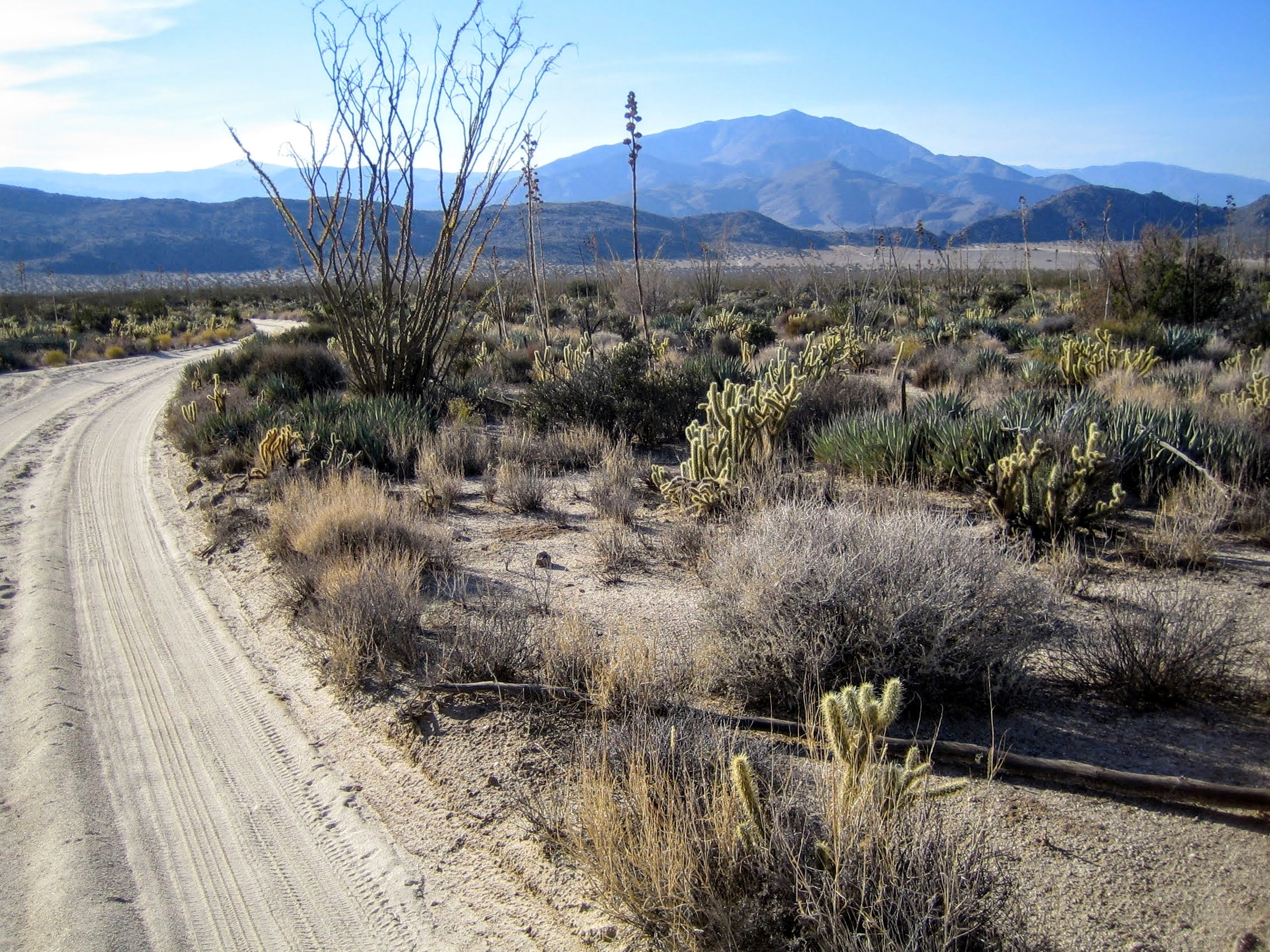
Blair Valley

Долина Блэр относится к парку штата.
Она состоит из основной долины Блэр и долины Литл-Блэр, разделенных небольшим горным хребтом, через который проходит перевал Фут и Уокер. К западу от долины лежит Гранитная гора, а к востоку — хребет  гор Валлесито.
Долину можно пересечь по грунтовым дорогам, например, чтобы добраться до смотровой площадки над «Каньоном контрабандистов» или местами доиспанского индейского искусства.
В каньоне Боррего-Палм находится штаб-квартира парка, а также «самая известная смотровая площадка в парке, с которой открывается вид на бесплодные, сильно разрушенные пустоши Боррего». В роще Тамариск-Гроув есть кемпинг, а неподалеку находится Яки-Уэлл, «историческое место водопоя... с великолепными пустынными железными деревьями и крупной популяцией диких животных». 